# نش (تگزاس)
نش، تگزاس (به انگلیسی: Nash, Texas) یک شهر در ایالات متحده آمریکا با جمعیت ۲٬۴۶۵ نفر است که در تگزاس واقع شده‌است.

## موقعیت جغرافیایی
موقعیت جغرافیایی شهرها و مناطق اطراف به شرح زیر است: